# Alchemilla adscendens
Alchemilla adscendens é uma espécie de rosácea do gênero Alchemilla, pertencente à família Rosaceae.